# 1620
1620 (MDCXX) fue un año bisiesto comenzado en miércoles según el calendario gregoriano.

## Acontecimientos
- 7 de abril: en Sudáfrica se registra un terremoto cerca de la isla Robben.
- 2 de mayo: la ciudad de Panamá (de 8000 habitantes) sufre un terremoto que deja muchos muertos y heridos y graves daños estructurales.
- 11 de noviembre: En Norteamérica, territorio de los actuales Estados Unidos, un grupo de peregrinos británicos llegan a Plymouth en el Cabo Cod (Massachusetts) a bordo del barco Mayflower.
- En México, el español José Teodoro de Bastidas funda la aldea de Ojocaliente.
- 8 de noviembre: en la República Checa —en el marco de la Guerra de los Treinta Años— se libra la Batalla de la Montaña Blanca,
- 19 de agosto: en el actual estado Miranda (Venezuela) el gobernador español Francisco de la Hoz y Berrío funda Nuestra Señora del Rosario de Baruta.
- 28 de noviembre: en el actual estado Lara (Venezuela) el español Alonso Gordon funda Santiago de Río Tocuyo.

## Nacimientos
- 6 de septiembreː Isabella Leonarda, compositora italiana (f. 1704).
- 20 de noviembre: Avakúm, obispo y escritor ruso (f. 1682).
- Albert Jacob Cuyp, paisajista neerlandés (f. 1691).
- Federico Guillermo I de Brandeburgo, duque alemán (f. 1688).
- Henri Coiffier de Ruzé, favorito del rey Luis XIII (f. 1642).
- Ignacio Duarte y Quirós, sacerdote jesuita argentino, fundador del Colegio Montserrat (f. 1703).
- Bartolomé Hurtado, arquitecto español (f. 1698).
- Nicolás Jarry, anotador de madrigales y calígrafo francés (f. 1674).
- Edme Mariotte, abad y físico francés (f. 1684).
- François Mesgnien, traductor y diplomático polaco de origen francés (f. 1698).
- Ninon de Lenclos, escritora francesa (f. 1705).
- Shi Lang, almirante chino (f. 1696).
- Jean Picard, sacerdote y astrónomo francés (f. 1682).
- Pierre Perrin, poeta francés, teorizador de la ópera (f. 1685).
- Roger Pratt, arquitecto inglés (f. 1684).
- Amaro Rodríguez, poeta anticlerical español (f. 1685).
- Juan Francisco Sáenz-Vázquez de Quintanilla, gobernador español de Costa Rica (f. 1686).
- Antonio Vera Mujica, militar, explorador y conquistador hispanoargentino (f. 1684).

## Fallecimientos
- 26 de octubre: Mahfiruz Hatice Hatun, consorte del sultán otomano Ahmed I y madre de Osman II (n.1590)
- 28 de octubre: Scarsellino (Ippólito Scarsella), pintor italiano (n. 1550).
- Simon Stevin, matemático neerlandés (f. 1548).